# غويندولين واتس
غويندولين واتس (بالإنجليزية: Gwendolyn Watts)‏ هي ممثلة بريطانية، ولدت في 23 سبتمبر 1932 في Carhampton ‏ في المملكة المتحدة، وتوفيت في 5 فبراير 2000 بسبب نوبة قلبية.

## وصلات خارجية
- غويندولين واتس على موقع IMDb (الإنجليزية)
- غويندولين واتس على موقع ألو سيني (الفرنسية)
- غويندولين واتس على موقع قاعدة بيانات الفيلم (الإنجليزية)